# Доналд Рамсфелд
Доналд Хенри Рамсфелд (Чикаго 9. јул 1932 — Таос, 29. јун 2021) био је амерички републикански политичар. Познат је јер је био најмлађи а и најстарији државни секретар за одбрану са најдужим мандатом. Познат је јер је био највећи заговорник америчке инвазије на Ирак 2003. године. Био је и неслужбени вођа неоконзервативне фракције у администрацији председника Џорџа Буша.

## Биографија
Родио се у породици која је имала њемачко поријекло. Похађао је Универзитет у Принстону након кога је добио војну стипендију. 1954. године се придружио ратној морнарици САД-а гдје је служио као пилот и авио-инструктор.

## Политичка каријера
1957. прелази у морнаричку резерву, да би могао да се бави политиком као помоћник републиканског члана Конгреса. Од 1969. године постао је члан администрације тадашњег председника Ричарда Никсона, гдје се истакао као важан члан. 1973. године именован је на мјесто велепосланика САД у НАТО-у. Рамсфелд је остао запажен по својој вјерној служби САД-и и након Никсонове оставке, нови предсједник Џералд Форд га именује шефом његовог транзицијског тима. Касније је постао начелник Фордове Бијеле куће, а 1975. постао тајник за одбрану. Након што је Форд изгубио на председничким изборима 1977. године. Рамсфелд постаје директор компаније која се бавила производњом умјетног ђубрива.
Од 1983. до 1984. био је изасланик Роналда Регана на Блиском истоку, ради нормализације односа са Ираком у доба иранско-ирачког рата, састао се са Садамом Хусеином. 1988. основао је Пројекат за ново америчко доба. Након побједе Џорџа Буша на изборима 2001. године, Рамсфелд постаје тајник за одбрану. Након терористичког напада 11. септембра 2001. године. Рамсфелд се у то вријеме налазио у Пентагону. Након што је један од авиона ударио у зграду. Рамсфелд је остао да помогне при евакуацији рањеника, држећи носила. Након овог догађаја његова улога у Бушовој администрацији је порасла. Након што је отпочео рат против тероризма, Рамсфелд је примијенио своју технику, Рамсфелдову технику. Која је налагала примјену најсавременијег оружја које је до тада произведено ради бржег свргавања талибанске власти. Техника се показала као веома успјешна јер је већ у новембру 2001. збачена талибанска власт у Авганистану. Исту технику је примијенио и у Ираку 2003. године. Након низа побједа ова техника је негодована ради стварања паравојних формација заснованих на етничкој и вјерској основи. Тражена је и оставка Рамсфелда на то је још утицало и вијест око злостављања затвореника у затвору. Буш је одбијао да смијени Рамсфелда али након пораза Републиканске странке на изборима за Конгрес. Буш прихвата Рамсфелдову оставку и мијења га са бившим директором ЦИА-е Робертом Гејтсом.
Преминуо је 29. јуна 2021. године.